# Magallanes (misión espacial)

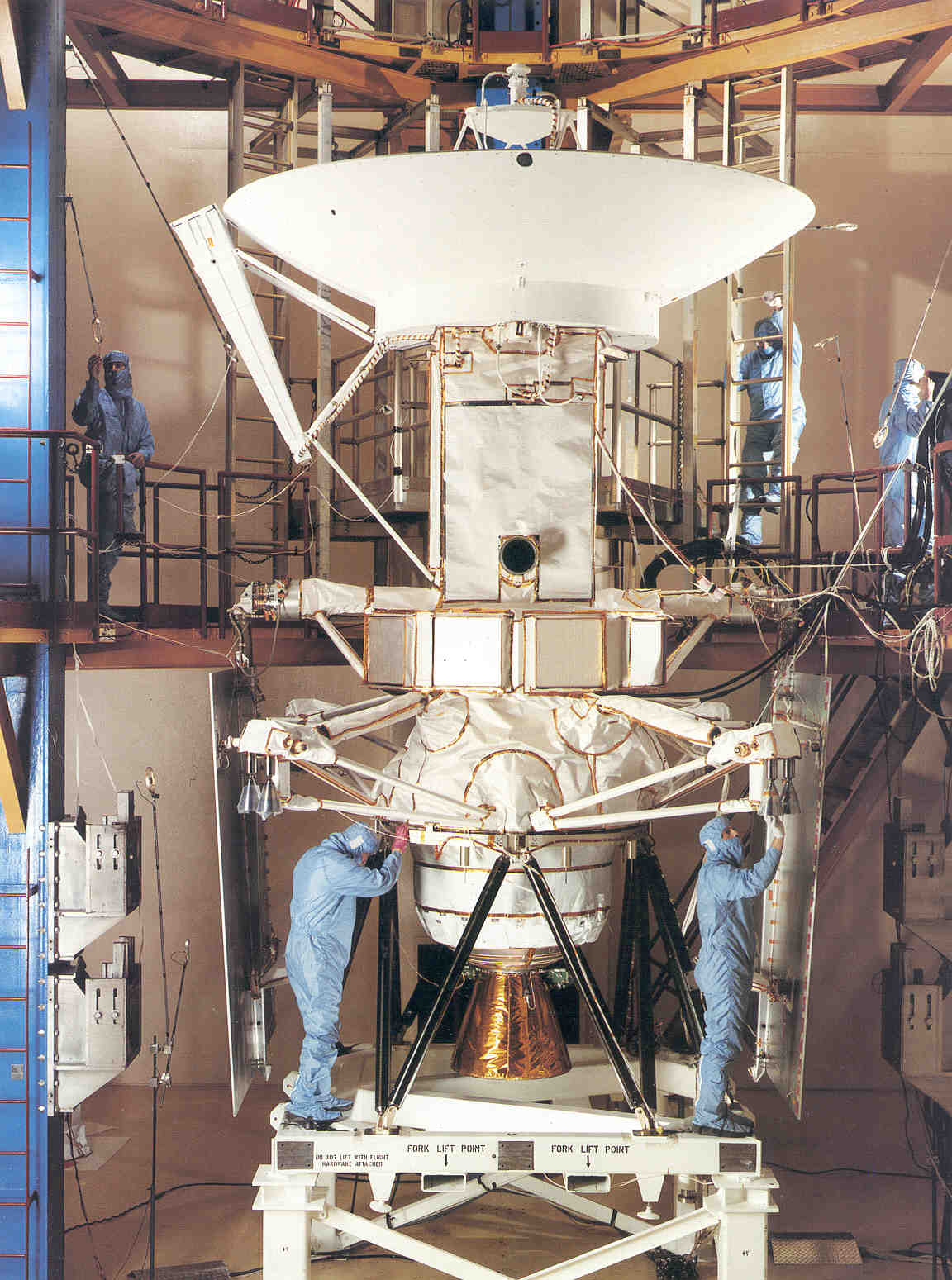
Sonda Magallanes en el centro espacial de Cabo Kennedy.

La sonda Magallanes ("Magellan" en inglés, inicialmente llamada Venus Radar Mapper) funcionó entre 1989 y 1994, orbitando el planeta Venus entre 1990 y 1994. El nombre fue puesto en honor del explorador portugués del siglo XVI Fernando de Magallanes.
Magallanes fue la primera sonda planetaria lanzada por un transbordador espacial, concretamente por el Transbordador Espacial Atlantis desde Cabo Cañaveral, en Florida, en el año 1989, en la misión designada como STS-30. Atlantis llevó la sonda hasta la órbita baja de la Tierra, donde fue expulsada de la bodega de carga.
Un motor de combustible sólido, llamado "Inertial Upper Stage" (IUS), hizo que la sonda orbitara alrededor del Sol una vez y media antes de llegar a su órbita en torno al planeta Venus el 10 de agosto de 1990. En 1994 se precipitó hacia el planeta como estaba planeado, vaporizándose parcialmente; se cree que algunas partes llegaron a chocar con la superficie.

## Descripción de la misión

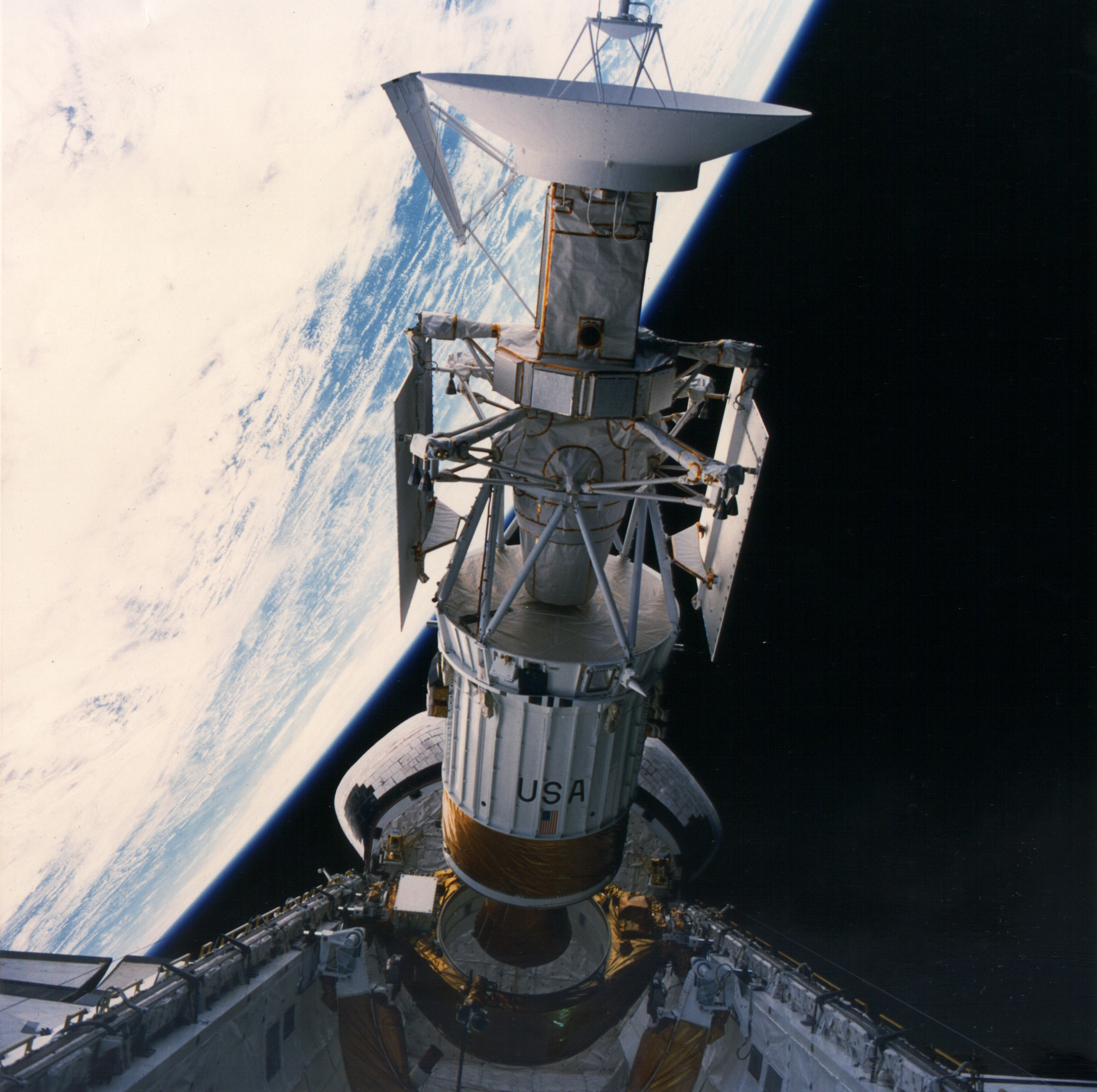
La Sonda Magallanes siendo lanzada de la bodega de carga del Transbordador Espacial Atlantis.

La órbita inicial de Magallanes era muy elíptica, siendo el radio menor de 294 kilómetros y el mayor de 8.543 km. La órbita era polar, lo que significa que la sonda se movía desde el sur hacia el norte, o viceversa, en cada vuelta, sobrevolando los polos norte y sur de Venus, completando una órbita cada 3 horas 15 minutos.
Durante la parte más cercana a Venus, el radar de la sonda escaneaba una zona de la superficie de, aproximadamente, 17 a 28 km de ancho. Al final de cada órbita, mandaba a la Tierra un mapa de la zona escaneada. Además, como Venus gira sobre sí mismo una vez cada 243 días terrestres, Magallanes conseguía cubrir una gran parte de la superficie del planeta.
Al final de sus primeros ocho meses de órbita (entre septiembre de 1990 y mayo de 1991), había enviado imágenes detalladas del 84% de la superficie venusiana. Tras dos ciclos más de ocho meses, entre mayo de 1991 y septiembre de 1992, se logró un mapa del 98% del planeta. Los siguientes ciclos permitieron a los científicos buscar cambios en la superficie de un año a otro, además de posibilitar la construcción de un mapa tridimensional gracias a los diferentes ángulos de visión del radar entre ciclos.
Durante los cuatro ciclos orbitales recorridos entre septiembre de 1992 y mayo de 1993, la sonda obtuvo datos del campo gravitacional de Venus. Durante este periodo, Magallanes no usó el radar. En su lugar transmitió una señal de radio constante a la tierra, de forma que al atravesar una zona con una gravedad superior a la normal, la sonda aceleraría su velocidad, provocando un ligero cambio en la señal de radio debido al efecto Doppler.
Al finalizar estos cuatro ciclos, los controladores bajaron la órbita de la sonda usando una técnica llamada aerofrenado ("aerobraking"). Esta maniobra envía la sonda más profundamente en la atmósfera de Venus; el aumento del rozamiento reduce la velocidad, disminuyendo la órbita. Una vez completada el 3 de agosto de 1993, la órbita tenía una distancia mínima de 180 km y máxima de 541 km, y la velocidad aumentó de forma que ahora se completaba una vuelta cada 94 minutos. Esta nueva órbita permitió obtener mejores datos sobre el campo gravitatorio en las zonas más cercanas a los polos.
Después de terminar el quinto ciclo orbital en abril de 1994, comenzó el sexto y último ciclo, durante el cual obtuvo más datos y realizó algunos experimentos de radar y señales de radio. Cuando terminó su misión, Magallanes había conseguido datos precisos sobre el campo gravitatorio de un 95% del planeta.
En septiembre de 1994, se redujo de nuevo la órbita para realizar una prueba llamada "experimento del molino de viento". En esta prueba, los paneles solares de la sonda adaptaron una forma parecida a las aspas de un molino, y fue hundida en la parte externa de la densa atmósfera. Entonces, los controladores midieron el esfuerzo de torsión necesario para mantener la orientación de Magallanes y mantenerla sin girar. Este experimento permitió obtener información sobre las moléculas de la parte alta de la atmósfera de Venus. Información útil para el diseño de sondas.
El 11 de octubre de 1994, la órbita fue disminuida una vez más, perdiéndose la señal de radio al día siguiente. Dos días después, la sonda entró en la atmósfera vaporizándose casi por completo, aunque se cree que algunas partes llegaron a chocar con la superficie.

## Diseño de la sonda

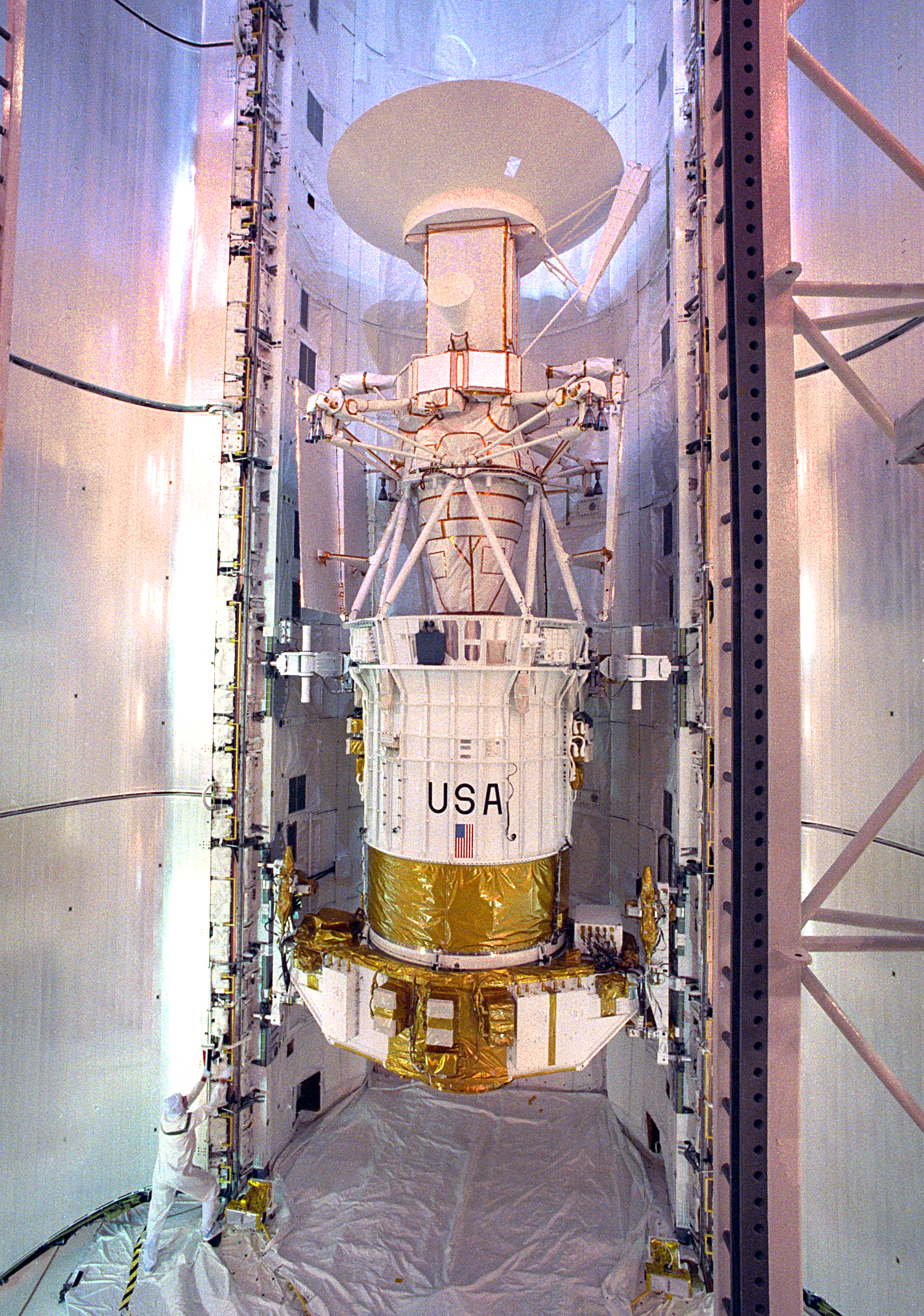
La sonda Magallanes siendo introducida en el Transbordador Espacial Atlantis antes del lanzamiento.

La nave consiste en un decágono de aluminio de 42,2 cm de altura y 2,0m de largo con 10 compartimientos para la electrónica. Hay también un módulo de equipamiento (FEM) de aluminio de 1,7x1,0x1,3m que contiene los equipamientos. Una antena parabólica de 3,7m de diámetro, la antena de altímetro fueron montados en la parte superior del módulo. Los paneles solares de 2,5m de largo están montados en los costados del módulo. En el exterior del FEM están las persianas, el escáner de estrellas, la antena de media ganancia y en el octágono persianas. Abajo del octágono se encuentra el módulo de propulsión, con los motores de actitud, el motor principal, el tanque de presionante y otros componentes. La masa de la nave es de 1035 kg, de los cuales 132,5kg es de combustible.
La electricidad fue obtenida por 2 paneles solares con 2,5m de 
largo, montados en los lados del módulo de equipamiento, los 2 generaban 
1200W de potencia. La energía era almacenada en 2 baterías de NiCd.La 
propulsión usaba un tanque de hidracina, montado en la parte central del 
óctagono, impulsando un grupo de 6 motores.La estabilización de orbita 
se hace mediante el uso de 2 propulsores de 100 libras.Para mantener la 
nave usa 1 motor-cohete. Para el control de actitud usa 8 propulsores de 
0,2 libras.La nave es de 3 ejes estabilizado, usando los propulsores como 
posición. 3 ruedas de reacción son para estabilizar la nave, incluso con 
giroscopios, mientras un escáner de estrellas busca los astros en su campo 
para actualizar el sistema de actitud. Para buscar el sol es a través de 2 
sensores de sol, montados en los extremos de los paneles solares. 
Para el control de pirotecnia, usa brazos, desarmadores, detonadores, pernos 
explosivos, pinextractores, etc. Los mecanismos consisten en sensores 
ópticos e inerciales. Los paneles solares son plegados por bisagras de 
390° de rotación, tuercas y tornillos son para separar la nave del 
vehículo de lanzamiento, mientras que los resortes y pasadores son para 
evitar colisiones. El control de temperatura se logró mediante el uso de 
calentadores internos, mantas térmicas aislantes, pintura térmica, y 
persianas en el octágono y en el módulo de equipamiento.
El control de la nave lo llevaba 2 ordenadores ATAC-16 y cuatro 
procesadores 1802. Los datos eran almacenados en 2 grabadoras de 
cinta, capaces de almacenar 1,8GB, en él se guardan los datos de la nave y 
de ciencia para su posterior transmisión. La memoria de comandos es de 
5KB. El software de la nave tiene numerosas aplicaciones, además contiene 
2.000 líneas para la protección; 18,000 códigos de comando y 1,500 líneas 
de protección de software.
Las telecomunicaciones eran en banda X y S a través de 2 transmisores de 
banda X y S y un receptor. La velocidad máxima de transmisión era de 
268,8Kb/S.También se incluye un amplificador de 20W, transpondedores y 
moduladores. Para las comunicaciones se usan una antena parabólica de alta 
ganancia de 3,7m de diámetro, una antena de media ganancia y una antena de 
baja ganancia para comunicaciones auxiliares.
Debido a que Venus está rodeada por una densa y opaca atmósfera, no pudieron emplearse cámaras ópticas convencionales para fotografiar la superficie. En su lugar, el radar de la sonda empleaba impulsos de microondas, como si fueran el "flash" de una cámara, para "iluminar" la superficie del planeta.
La antena de alta ganancia envió millones de pulsos por segundo hacia el planeta; entonces, la antena recogía los ecos devueltos a la sonda producidos al reflejarse los pulsos del radar en la superficie de Venus. Estos pulsos no eran enviados hacia abajo, sino que se enviaban con un pequeño ángulo. Además, se emplearon técnicas especiales de procesamiento para conseguir una mayor resolución, como si el radar tuviera una antena mayor; esta técnica se conoce como Radar de apertura sintética o SAR (Synthetic Aperture Radar).
El Radar de Apertura Sintética fue empleado por primera vez por la NASA en el satélite oceanográfico Seasat en 1978; más tarde se desarrolló más ampliamente en las misiones Spaceborne Imaging Radar en los transbordadores espaciales en 1981, 1984 y 1994. También se empleó un radar de estas características en la misión a Saturno Cassini en 1997 para escanear la superficie de su mayor luna: Titán
Además de su uso en el escaneo, el sistema de radar de Magallanes también se empleó para obtener datos altimétricos, mostrando las elevaciones de varios accidentes geográficos. En este modo, los pulsos son enviados directamente hacia abajo (en vertical), midiendo el tiempo que tarda el pulso en llegar a Venus y volver para determinar la distancia entre la sonda y el planeta.

## Resultados de la misión

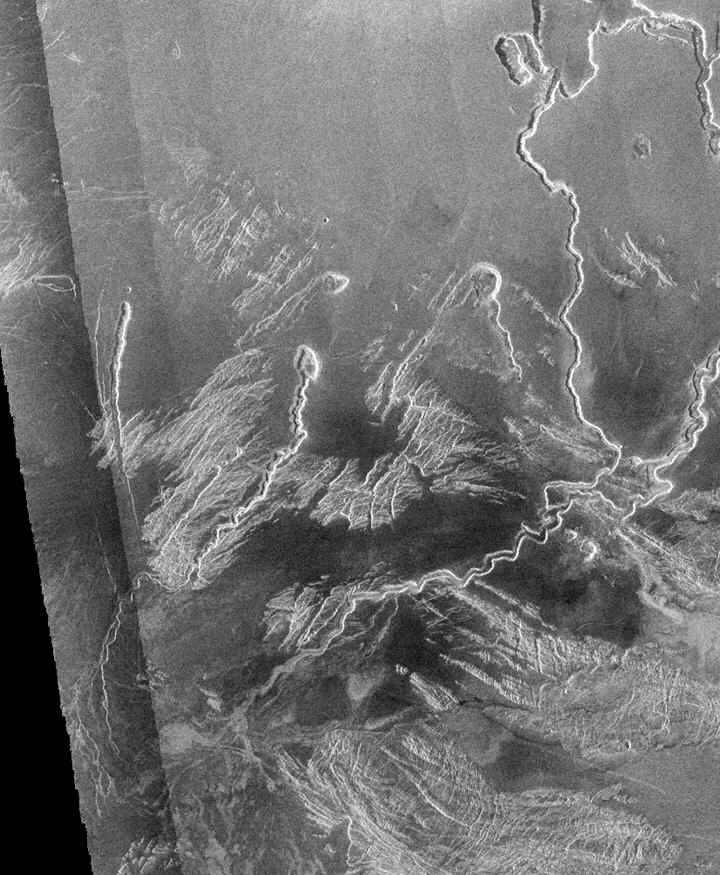
Imagen de Magallanes mostrando en un mapa una parte de la Superficie de Venus

El estudio de las imágenes de alta resolución obtenidas por la sonda Magallanes está proporcionando la información necesaria para entender el papel de los impactos meteóricos, el vulcanismo, y el tectonismo en la formación de las estructuras de la superficie venusiana. Esta superficie está cubierta en su mayor parte por materiales y estructuras volcánicas, como vastas llanuras de lava, campos con pequeñas bóvedas de lava, y largas cadenas de volcanes. Hay pocos cráteres provocados por impactos en Venus, lo que sugiere que la superficie es, en general, geológicamente joven - menos de 800 millones de años -. La presencia de canales a lo largo de 6.000 kilómetros indica la existencia de flujos de lava con muy poca viscosidad.
No hay nada que refleje la existencia de placas tectónicas. La tectónica del planeta está dominada por un sistema de grietas globales y numerosas estructuras llamadas coronas, producidas por la salida y hundimiento de magma en el núcleo.
A pesar de que Venus tiene una atmósfera densa, la superficie no evidencia que haya habido una erosión apreciable provocada por el viento; sólo indica un limitado transporte de arena y polvo. Esto contrasta con Marte, donde existe una fina atmósfera, pero suficientes muestras de erosión atmosférica y transporte de arena y polvo.